# O3D
O3D je   sa BSD licencom kojeg je kreirao Gugl za pravljenje interaktivnih 3D grafičkih aplikacija koje se pokreću u veb pregledačima ili kao  desktop aplikacija.
Najčešće se koristi za reklame, demo proizvode, 3D modele, simulacije, inženjerske aplikacije, sisteme za kontrolisanje, nadgledanje i praćenje ili za masivne onlajn virtuelne svetove.
Prvobitno je izgrađen kao dodatak za veb pregledače, a trenutno se nalazi u stanju inkubacije u Guglovoj laboratoriji. Njegova nova primena je JavaScript biblioteka implementirana povrh WebGL-a (ovo je objavio Gugl 7. maja 2010).
Očekuje se da O3D premosti jaz između -baziranih veb pregledača i 3D brzih grafičkih aplikacija. Njegovi zagovornici uveravaju da kreiranje potpuno opremljenih 3D grafičkih strojeva koji se mogu preuzeti i pokrenuti preko veb pregledača, može eleminisati potrebu za instaliranjem velikih aplikacija na računaru. O3D obezbeđuje robustan interfejs za  klijenta i  koristeći JavaScript, kao i povećanje ponovne upotrebljivosti aplikacijskih resursa.
Na početku je O3D koristio arhitekturu zasnovanu na dodacima (engl. plugin), koja je dozvoljavala programerima da integrišu uobičajene funkcionalnosti. Važno je napomenuti da je dodatak pisan u -u zbog čega direktno komunicira sa hardverom, tako da je brzina dovlačenja scene u velikoj meri zavisna od grafičke kartice računara. Sada je veliki deo tih funkcionalnosti ugrađen u WebGL.
Osnovna prednost O3D-a je ta da može učitati, renderovati i transformisati modele i njihove teksture dinamično, koristeći AJAX ili COMET u realnom vremenu. Tradicionalna kompilacija izvornog koda, aplikacijskih resursa i objektnih biblioteka nije više potrebna, budući da se svi ovi aspekti učitavaju u realnom vremenu. Ovi daljinski resursi mogu biti dizajnirani, razvijani i održavani van jezgra renderovanja ili prikaza aplikacije u sklopu objektno orijentisanih MVC aplikacija. Kao direktan rezultat ovakvog pristupa razvoj O3D aplikacija postaje lakši, pošto ponovna kompilacija O3D aplikacija nije neophodna sa svakom promenom resursa. Ovo dozvoljava distributivan i robustan pristup pri dizajniranju O3D aplikacija.

## Spoljašnje veze
- O3D Developers' Site
- GWT-O3D Developers' Site
- O3D Discussion Site Архивирано на веб-сајту  (10. март 2012)
- Google 3D Warehouse (Online 3D Model Repository) Архивирано на веб-сајту  (24. фебруар 2011)
- Google Sketchup (3D Modeler) Архивирано на веб-сајту  (8. јануар 2007)
- A free 3D content importer/editor/publisher for creating O3D scenes
- Google I/O 2009 - Developing On O3D: View From The Trenches YouTube video
- Sophos Security: Researcher rewarded over $30,000 for finding 3 security flaws in O3D Архивирано на веб-сајту  (19. април 2013)